# Monarquia de Juliol
La Monarquia de Juliol (1830-1848) és un procés revolucionari francès que comença amb la denominada Revolució de juliol o les "Tres Glorioses" (Trois Glorieuses) jornades revolucionàries de París, que van portar al tron a Lluís Felip I i va iniciar aquest període monàrquic. L'agitació social es va estendre per bona part del continent europeu, especialment a Bèlgica – que va obtenir la independència del Regne Unit dels Països Baixos –, Alemanya i Itàlia – on s'identifica amb moviments de tipus nacionalista unificador –, Polònia i l'Imperi Austríac. Els partidaris del rei, Louis-Philippe en francès, eren anomenats philippards.
Les potències absolutistes de la Santa Aliança van aconseguir reconduir el procés revolucionari sense perdre poder, fins a la següent revolució, la del 1848. Anglaterra no participa del procés revolucionari, ja que té una monarquia parlamentària, tot i que contempla l'aparició del moviment obrer i el moviment polític de reivindicació de l'extensió del sufragi anomenat cartisme.
Es considera com una de les anomenades revolucions burgeses o revolucions liberals, continuació de la Revolució de 1820, originada a Espanya, i que tindrà continuïtat al seu torn amb la Revolució de 1848.

La Llibertat guiant al poble, d'Eugène Delacroix. Commemora la Revolució de 1830.
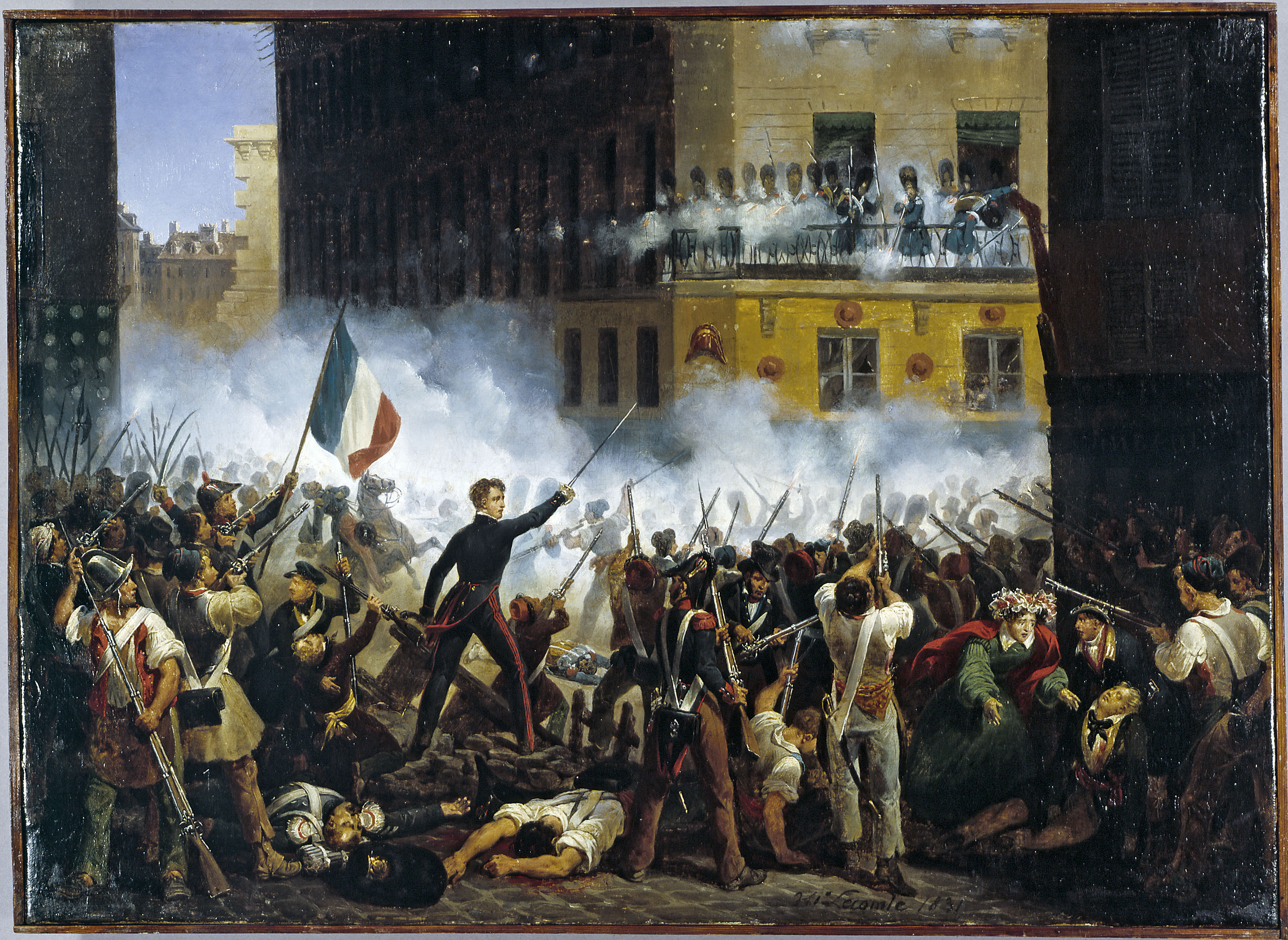
Combat del carrer de Rohan el 29 de juliol de 1830, de Hippolyte Lecomte.

## Establiment
El seu inici va ser una revolta de les classes mitjanes contra el rei borbó Carles X de França, que va ser substituït per Lluís Felip I, de la mateixa família, però de la branca denominada Borbó-Orleans. Se'l coneixerà amb el sobrenom del rei de les barricades.
Quan Carles X va pujar al tron el 16 de setembre de 1824, França estava progressant en la reconstrucció després de les guerres napoleòniques. El regnat del germà i predecessor de Carles, Lluís XVIII havia estat tranquil i havia comptat amb el suport de la gran part de la població. El govern va ser, malgrat tot, bastant autocràtic, però tanmateix va consentir als seus súbdits més llibertat que l'Antic Règim anterior a la Revolució Francesa del 1789.
Carles X s'enfrontava a un parlament de majoria liberal moderada. Davant d'aquest fet va decretar les 4 ordenances de juliol, que suspenien la llibertat de premsa, va dissoldre la Cambra de diputats acabada d'elegir, allargant la durada del càrrec dels diputats i reduint el seu nombre.
El 1830, el poble de París es va llançar al carrer i va aconseguir derrotar l'exèrcit reial. Els polítics liberals es van aprofitar d'aquest esdeveniment i el rei Carles X es va veure obligat a exiliar-se.
Amb l'arribada del nou rei, França es va aprovar una constitució de caràcter més liberal, que reconeixia de nou la sobirania nacional. El rei ja no ho és de França per dret diví, sinó dels francesos per voluntat d'aquests. Lluís Felip d'Orleans era el cap de l'executiu i compartia la iniciativa legislativa amb les dues cambres: la Cambra dels Pars va deixar de ser hereditària, i va perdre poder en favor de la Cambra dels Diputats. La bandera tricolor, emprada durant la Revolució Francesa i l'Imperi, fou restablerta com a bandera nacional. El 22 d'abril de 1834 els liberals Regne Unit, el Regne de França, el regne d'Espanya i el regne de Portugal van signar la Quàdruple Aliança en suport mutu

## La crisi de la Monarquia de Juliol
El 1846, les collites de blat, un aliment bàsic, van ser molt dolentes i els preus van augmentar conseqüentment. El poder adquisitiu va minvar i es va generar escassesa. Com es disposava de menys diners, el mercat de consum interior va deixar d'augmentar, i això va comportar una crisi industrial a causa d'una superproducció mal gestionada. Els propietaris de les indústries, per adaptar-se, només van saber acomiadar als obrers, que per substentar-se sense treball van haver de treure els seus estalvis dels bancs, que van caure a causa d'aquesta reacció massiva. Les fallides bancàries es van multiplicar i la borsa va caure en picat. L'Estat va decidir aleshores comprar blat a Rússia, però per poder invertir diners en això va haver d'aturar les grans obres civils, de construcció, etc. provocant també una crisi en aquests sectors.
En aquest context, i d'altra banda, la imatge del règim no parava de tacar-se a causa de la corrupció (per exemple, el cas Teste-Cunières, el 1847) i un seguit d'escàndols, com l'estranya mort del Ministre de Justícia, quan es descobreix l'amplitud que abarca una malversació de fons que implica a funcionaris i diputats; el suïcidi d'un duc adúlter, després de matar a la seva dona; les compres de llocs de treball com a alts funcionaris, etc.
Mentrestant, a Roubaix el 60% dels obrers estava a l'atur, es començaven a produir manifestacions i, el 1847, a Buzançais, motins. L'oposició primer es va veure bloquejada, ja que -a partir de 1835- les concentracions públiques estaven prohibides, però van aconseguir esquivar la llei als enterraments civils d'alguns d'ells, que es van acabar convertint en manifestacions públiques. Altres excuses per a agrupar-se eren els banquets i festes de família. De fet, entre 1847 i 1848 es van fer uns 70 banquets a totes les grans ciutats de França, en el que es va conèixer com la "campanya dels banquets", per a oposar-se contra les decisions preses pel govern conservador de Guizot i sempre per demanar major amplitud del cos electoral, és a dir, que hi hagués més gent amb dret a votar. Va ser precisament la prohibició d'un d'aquests banquets, que havia de fer-se el 14 de gener de 1848, el que va provocar la revolució francesa de 1848, que va posar fi a la Monarquia de Juliol.

## La caiguda del règim
El 1848, el rei Lluís Felip I, després d'una de les agitacions, va començar substituint Guizot per un ministre més dur, Adolphe Thiers, partidari de la repressió, i no va ser fins quan va veure que era rebut amb hostilitat devant del Palau de les Teuleries, que va decidir-se a abdicar. Ho va fer en favor del seu net Felip d'Orleans, deixant la regència en mans de la seva nora i mare de Felip, la princesa Helena d'Orleans. Però el poble tampoc no volia un nou rei i el 24 de febrer d'aquest mateix any es va proclamar la Segona República Francesa en un lloc emblemàtic, la columna de Juliol aixecada el 1830 a la plaça de la Bastilla de París.
Lluís Felip havia volgut ser un rei ciutadà a l'escolta de les persones, no considerava -com el seu predecessor- que tenia uns drets des del seu naixement, sinó que creia estar cridat al tron per un contracte que considerava legítim, "allunyat dels abusos del poder reial". Però no va saber veure, o no va voler, o va tenir por, de comprendre que el que li demanava una gran part del poble era engrandir el cos de persones que poguessin votar, per als més moderats simplement ampliar el cens fins a les classes una mica menys acomodades o, pels més radicals, establir el sufragi universal masculí.